# 1 основно училище „Св. св. Кирил и Методий“ (Кюстендил)
Първо основно училище „Св. св. Кирил и Методий“ e най-старото училище в Кюстендил, България, основано през 1820 година.
В него се обучават ученици от 1 до 8 клас. Училището е с общинско финансиране. Намира се на ул. „Гладстон“ № 2.

## История
Първо основно училище „Св. св. Кирил и Методий“ в гр. Кюстендил е първото учебно заведение в града. То е наследник на килийното училище, открито през 1820 г. към църквата „Успение Богородично“. Помещавало се е в дървена паянтова постройка в двора на църквата и е посещавано от 20 – 30 момчета, деца на по-заможни българи. Не се знае кой е първият учител, но има сведения, че през 1825 г. самоковецът Захари дедо Стоицов е бил учител и псалт към църквата. И при следващите учители поп Стоян, Васил абаджията от Сапарева баня и други обучението е килийно.
През периода 1844 – 1846 г. учителят Христо Иванов Христов от Самоков въвежда Бел-Ланкастърска метода на обучение. По негово време на 3 март 1846 г. е решено да се построи нова самостоятелна сграда.
Истинският преобразувател на обучението е Никола Тонджоров. През неговото учителстване се набират средства от цялата кааза и през 1849 г. се построява нова масивна сграда на училището – запазеноото и до днес Взаимно училище. За първи път се поставят чинове и черна дъска, въвеждат се нови науки – история, география, битоописание и др.
От 1860 г. в училището се обучават и момичета. Първите учители кюстендилци са Антон Кърпачев и Димитър Любенов, но в по-голямата си част учителите до Освобождението са от други краища – най-често от Самоковско.
За първи път на 11 май 1867 г., по време на учителствуването на Михаил К. Буботинов, се празнува по най-тържествен начин празникът на народните просветители Кирил и Методи и училището е наречено на тяхно име. След Буботинов за главен учител е назначен Тодор Пеев.
След Освобождението броят на учениците се увеличава значително. През 1988 г. в новопостроената сграда на Педагогическото училище (днешната сграда на общинската администрация) се настанява и трикласното училище до построяването за целта на нова едноетажна училищна сграда за него през 1908 г. в тогавашния квартал „Студена" (днес кв. „Осогово“). Училището е известно под името „Клона".
От 1919 г. бившата мъжка прогимназия се преименува в Първа кюстендилска смесена прогимназия „Св. св. Кирил и Методий". Поради увеличаване броя на учениците през периода 1928 г. е издигнат и втори етаж. Тази сграда съществува до 1975 г. когато на същото място е построена настоящата нова модерна четириетажна училищна сграда, с 28 класни стаи, 15 кабинета, физкултурен салон, плувен басейн, актова зала, училищен стол и административен блок.
В течение на годините многократно се променя статутът на училището – до 1920 г. е Мъжка гимназия, по-късно става Първа кюстендилска смесена прогимназия. От 1935 г. съществува като Първоначално училище „Св. св. Кирил и Методий“ и Първа кюстендилска средищна смесена прогимназия. От 1982 г. вече е ЕСПУ с шестгодишни ученици, става базово за внедряване на новото учебно съдържание и са открити спортни паралелки. През 1990 г. училището става средно общообразователно училище, а от 1991 г. е трансформирано в основно.
Близо два века поколения кюстендилци получават в училището качествено образование, позволяващо им добра реализация в обществото. Училището е наградено с орден „Георги Димитров" за постигнати много добри резултати в учебновъзпитателната дейност и по случай 160-годишнината от основаването му (1980). То е едно от трите училища в страната, обявени за национални първенци, и едно от деветте, на които е присъдено званието „Образцово училище“.

## Материална база
Училището разполага с 29 класни стаи, 3 занимални, 8 специализирани кабинети, 2 спортни площадки,
2 физкултурни салона, 3 компютърни кабинета, библиотека с читалня, конферентна зала, зала за танци, фитнес зала, лекарски кабинет, зъболекарски кабинет, плувен басейн.